# معركة تشرنيغوف
معركة تشرنيغوف بدأت في 24 فبراير 2022، أثناء الغزو الروسي لأوكرانيا عام 2022.

## المعركة
في الساعة 03:27 (ت ع م+02:00)، استسلم نقيب وعريف من لواء الهجوم الجوي التابع للحرس الروسي الحادي عشر للقوات المسلحة الأوكرانية بالقرب من تشرنيغوف. في نفس اليوم، زعمت أوكرانيا أن فصيلة استطلاع تابعة للواء 74 بنادق آلية روسية قد استسلمت.
في الساعة 08:34 (ت ع م+02:00)، صد الجيش الأوكراني هجومًا شنه الجيش الروسي في تشرنيغوف وزعم الاستيلاء على معدات ووثائق روسية.
وبحسب وزارة الدفاع البريطانية، فقد أٌوقفت القوات الروسية المهاجمة في يوم 24 فبراير خارج المدينة، وبدلاً من ذلك اختارت طريقًا مختلفًا إلى كييف، متجاوزة المدينة. أفاد مسؤولون أوكرانيون أن الروس يتجهون نحو سيمينيفكا.

## الحصار
في الساعة 14:25 (ت ع م+02:00)، أعلنت وزارة الدفاع الروسية أنها حاصرت تشيرنيهيف.
في 26 فبراير، ادعت القوات الأوكرانية أنها هزمت قوة روسية حاولت الاستيلاء على المدينة. وزُعم أن القوات الأوكرانية استولت على عدة دبابات روسية. تزعم الحكومة الأوكرانية أيضًا أن صواريخ بي إم -21 غراد الروسية أصابت المستشفيات ورياض الأطفال في تشرنيغوف، على الرغم من عدم التحقق من ذلك بشكل مستقل.
في 27 فبراير، ادعى المسؤولون الأوكرانيون أن القوات الروسية دمرت الكثير من وسط مدينة تشرنيغوف بالصواريخ، بما في ذلك تدمير سينما تاريخية. ادعت القوات الروسية في وقت لاحق أنها حاصرت المدينة بالكامل.